# 石町
石町（こくまち）は、大阪府大阪市中央区の町名。現行行政地名は石町一丁目および石町二丁目。

## 地理
大阪市中央区の北部に位置。北は北浜東・天満橋京町、南は島町、東は谷町一丁目、西は松屋町筋を挟んで東高麗橋にそれぞれ接する。上町を縦断する道路の一つである善安筋が当町から南下する。

## 歴史
1583年（天正11年）に船場へ遷座された坐摩神社の旧地があり、旧地には現在も同社の御旅所が置かれている。
1872年（明治5年）に弥兵衛町を石町に編入し、石町1 - 2丁目となった。

### 町名の由来
平安時代に摂津国の国府が置かれていたことから国府町となり、国府町から転訛したとする説がある。

## 世帯数と人口
2019年（平成31年）3月31日現在の世帯数と人口は以下の通りである。
| 丁目       | 世帯数  | 人口  |
| ---------- | ------- | ----- |
| 石町一丁目 | 175世帯 | 289人 |
| 石町二丁目 | 286世帯 | 423人 |
| 計         | 461世帯 | 712人 |

### 人口の変遷
国勢調査による人口の推移。
| 1995年（平成7年）  | 542人 | [ 5 ] |  |
| 2000年（平成12年） | 505人 | [ 6 ] |  |
| 2005年（平成17年） | 469人 | [ 7 ] |  |
| 2010年（平成22年） | 557人 | [ 8 ] |  |
| 2015年（平成27年） | 627人 | [ 9 ] |  |

### 世帯数の変遷
国勢調査による世帯数の推移。
| 1995年（平成7年）  | 264世帯 | [ 5 ] |  |
| 2000年（平成12年） | 269世帯 | [ 6 ] |  |
| 2005年（平成17年） | 286世帯 | [ 7 ] |  |
| 2010年（平成22年） | 374世帯 | [ 8 ] |  |
| 2015年（平成27年） | 398世帯 | [ 9 ] |  |

## 事業所
2016年（平成28年）現在の経済センサス調査による事業所数と従業員数は以下の通りである。
| 丁目       | 事業所数  | 従業員数 |
| ---------- | --------- | -------- |
| 石町一丁目 | 98事業所  | 311人    |
| 石町二丁目 | 75事業所  | 800人    |
| 計         | 173事業所 | 1,111人  |

## 施設

### 公共施設
- 大阪府立労働センター南館（エル・おおさか）

### 北大江公園
1960年（昭和35年）5月5日に開園した街区公園（ 面積：5,484m2）で指定緊急避難場所（一時避難場所）に指定されている。ブランコ、滑り台、複合遊具、砂場などが整備されている。
毎年10月ごろに「北大江たそがれコンサートweek」（2006年第一回開催）が地域内各店舗の協力・協賛により開催されている。

### 史跡
- 坐摩神社行宮・大隅宮
- 桜の岸砦跡 - 織田信長と本願寺勢力が戦った石山合戦の際に織田信長が築いた砦。
- 三橋楼跡 - 旧淀川（大川）にはかかる難波橋・天神橋・天満橋を北に見下ろす景勝地にあった旅館で、大阪会議の舞台になった場所。後に大阪ハリストス正教会が購入して集会場となり、その跡地に聖堂が建ったが大阪大空襲で焼失した。

### 企業
- アルフレッサ ファーマ

### かつて存在した施設
- アズウェル
- 日本商事

## 交通

### 鉄道
- 最寄り駅は京阪電気鉄道・Osaka Metroの天満橋駅。

### 道路
主要地方道
- 大阪市道天神橋天王寺線（松屋町筋）

## その他

### 日本郵便
- 〒540-0033[3]（集配局：大阪東郵便局[14]）